# Konami Arcade Classics
Konami Arcade Classics är titeln på en samling spel utgivet av det japanska företaget Konami. Spelsamlingen finns bland annat utgiven till Playstation och Nintendo DS, och innehåller spelen Pooyan, Circus Charlie, Shao-Lin's Road, Roc 'N Rope, Yie Ar Kung-Fu, Scramble, Road Fighter, Super Cobra, Gyruss samt Time Pilot. Dessa titlar kom i original ut i spelhallarna under åren 1981 - 1985.